# Pinky und der Brain
Pinky und der Brain (englisch Pinky and the Brain) ist eine US-amerikanische Zeichentrickserie aus dem Jahr 1995 sowie der Name ihrer beiden Hauptfiguren. Protagonisten sind zwei sprechende Labormäuse, die in jeder Folge der Serie versuchen, die Weltherrschaft an sich zu reißen, wobei ihre Versuche stets scheitern.
Die Serie wurde von Warner Bros. Television Animation nach einem Konzept von Tom Ruegger und Steven Spielberg produziert, letzterer war auch Executive Producer. Für die Musik war Steven Bernstein verantwortlich. Die Erstausstrahlung der Serie fand vom 9. September 1995 bis zum 14. November 1998 bei Kids' WB! statt. Es folgten Ausstrahlungen unter anderem in Frankreich, Polen, Griechenland, Österreich und Deutschland. In den USA erschien die Serie auch auf VHS und DVD.
Es handelt sich um die erste Kindersendung, die sich mit Labormäusen beschäftigt.

## Handlung
Pinky und Brain tauchten das erste Mal im September 1993 in einer Folge von Animaniacs auf. Daraus entstand als Spin-off die eigene Serie um die zwei Mäuse, die vier Staffeln (mit insgesamt 65 halbstündigen Folgen) lang lief.
Pinky und der Brain lebt von der immer wieder abgewandelten und auf zahllose Szenarien angewandten Auslegung desselben Grundthemas, nämlich Brains meist absurder Welteroberungspläne. Regelmäßig werden dabei auch bekannte Szenarien und Geschichten aus Film und Literatur zitiert oder parodiert. Den höchsten Wiedererkennungswert haben jedoch die immer gleichen Anfangs- und Schlusssätze der beiden verhinderten Diktatoren.
In der Fortsetzungsserie Pinky, Elmyra & der Brain wurde das Format abgewandelt: Pinky und Brain verließen die ACME Labs und kamen als Haustiere zu der Warner-Bros.-Figur Elmyra (bekannt aus den Tiny Toons). Mehrmals versuchten sie, aus der Terrorherrschaft der Achtjährigen zu fliehen, was aber immer zum Scheitern verurteilt war. Keiner der Produzenten war glücklich mit dem neuen Konzept und es wurde stillschweigend zu non-Kanon erklärt.

## Hauptfiguren
Im Intro gibt es die Zeile (engl.: “One is a genius, the other's insane” / dt.: „Der eine ist brillant, der andere geisteskrank“).

### Pinky
Pinky (englisch für "kleiner Finger") ist eine einfache, in der Regel als äußerst dumm dargestellte Labormaus. Er ist nur sehr begrenzt an Brains Ziel, der Weltherrschaft, interessiert, macht aber trotzdem meistens bei dessen Plänen mit. In manchen Episoden hat Pinky telekinetische Fähigkeiten, beispielsweise lässt er Obst im Kreis schweben. Pinky benutzt häufig, meist am Ende eines Satzes, sinnlose Wörter wie „Narf!“, „Zort!“, „Troz!“ und „Poit!“. Er ist abschweifend, verträumt, genießerisch, verspielt, mütterlich-besorgt und kindlich-plaudernd, dabei aber kein Egozentriker wie Brain. Gerade durch seine Naivität entgeht er vielen Gefahren. Mit seinem emotionalen Intellekt gelingen ihm scheinbar zufällig auch große philosophische Würfe und Einsichten, aber meist zum falschen Zeitpunkt.

### Brain
Brain (englisch für "Gehirn") ist ein egoistischer, deprimierter Perfektionist, der sich an seinen manchmal ins Kriminelle spielenden Ideen hochzieht, der Konflikte gewalttätig löst und auch Schläge anstelle einer Erläuterung anwendet. Brain hat bei den genetischen Experimenten im Labor seine Intelligenz erhalten, rein körperlich ist er aber kümmerlich mit übergroßem Schädel und zerknautschtem Gesicht. In manchen Folgen, wenn er mit Menschen zu tun hat, schlüpft er in seinen riesigen, von ihm im Hals sitzend gesteuerten Roboteranzug. Schon seit langem kennt er nur ein Ziel – die Weltherrschaft an sich zu reißen. Er schmiedet jeden Tag eifrig Pläne, die er dann am Abend, wenn das Labor menschenverlassen ist, auszuführen versucht. Obwohl er sich der mentalen Schwächen seines Gefährten Pinky bewusst ist, benutzt er diesen doch stets als Helfer bei seinen oft nicht ungefährlichen Ideen. Vom regelmäßigen Scheitern seiner Pläne lässt Brain sich nie entmutigen. Charakteristisch für Brain ist es, Aufgaben wissenschaftlich-intellektuell anzugehen. Dabei benutzt er seine ihn umgebenden Freunde wie Werkzeuge. Er zeigt nur selten Gefühle, außer es ist zweckdienlich, um große Menschenmassen zu manipulieren. Seine Vorgehensweise, alles bis ins Kleinste zu planen, ist meist nicht sonderlich erfolgreich.

## Nebenfiguren

### Snowball
Snowball ist ein brauner Hamster und hat dasselbe Ziel wie Brain. Die beiden sind seit langem Rivalen. Bei Snowballs erstem Auftritt gesteht Brain Pinky, dass Snowball und er früher gut befreundet waren – bevor sie durch den Unfall intelligent und herrschsüchtig wurden. Einmal hat Brain sogar die Erkenntnis, dass er nur die Weltherrschaft erlangen will, um die Menschheit vor Snowball zu beschützen und ihr zu helfen. Snowball ist meistens erfolglos bei seinen Plänen. Seine Hauptfähigkeit besteht darin, seine Rivalen bei ihrer Arbeit zu behindern. Snowball stellt eine Art Bösen Zwilling von Brain dar.

### Billie
Billie ist eine weibliche Labormaus, auf die Brain seit langem ein Auge geworfen hat. Sie dient als Liebesinteresse im Verlauf der Serie. Indessen ist Billie mehr an Pinky interessiert, doch dieser erwidert die Gefühle nicht.

### Larry
Eine Maus, die einzig und allein eingeführt wurde, weil die Sorge der Betreiber kam, es gäbe zu wenig Figuren in der Show, um Spielzeug für Kinder herzustellen. Die Figur ist Zeppo Marx nachempfunden. Sie verschwand schnell wieder. Standardspruch: „Hi! Ich bin Larry!“.

### Pharfignewton
Ein plumpes weißes Pferd, in welches Pinky verliebt ist. Brain findet die Vergötterung seines Kollegen peinlich.

## Adaptionen
- Comic: Basierend auf der Fernsehserie erschien in den USA bei DC Comics eine Comic-Adaption. In der Serie erschienen von Juli 1996 bis November 1998 insgesamt 27 Hefte. Auch die Comics handelten von Brains Versuchen, die Weltherrschaft an sich zu reißen. In Umkehrung zur Geschichte der Fernsehserie erschienen die Comics in den USA zuerst als eigenständige Serie, ehe sie nach der Einstellung des Titels in die parallel laufende Animaniacs-Comicserie Einzug hielten.

In Deutschland erschienen die Comics von Februar 1999 bis Juni 2000 als Pinky und Brain monatlich beim Dino Verlag. Sie stellte eine Übernahme des amerikanischen Comic-Materials in neuer Zusammenstellung dar. Dabei waren die deutschen Ausgaben in der Regel umfangreicher als die amerikanischen. Nach 17 erschienen Heften (je 44 Seiten und Spezialcover) wurde die Merchandising-Serie eingestellt. Abschließend erschien noch ein Sonderband im August 2000, der ein Nachdruck der ersten vier Pinky und Brain-Hefte (1/1999 bis 4/1999) war. Mehrere im amerikanischen Original vorliegende Geschichten kamen nicht mehr zum deutschen Abdruck.
- Computerspiel: Neben der Comicreihe erschien in den USA ein Spiel zur Serie für den Game Boy Advance sowie mehrere PC-Spiele. Die Figuren traten auch in anderen Spielen mit Charakteren der Warner Bros. auf.
- Hörspiel: 1997 erschien außerdem ein Hörspiel zu einer Folge der Fernsehserie.

## Rezeption
Pinkys Wort „Narf!“ schaffte es in englischsprachige Lexika.
Zwei Menschen, die 2023 in einem Tunnel Teil der Besetzung von Lützerath waren, nannten sich „Pinky“ und „Brain“.